# Camí de Puigdomènec
El Camí de Puigdomènec és una pista rural dels termes municipals de Sant Quirze Safaja i de Castellcir, a la comarca del Moianès. Com la major part dels camins, el seu nom és de caràcter descriptiu: és el camí que mena a la masia de Puigdomènec.
Arrenca de la carretera BV-1341, en el Pont del Solà, des d'on surt cap al nord. El primer tram és entre els carrers de la urbanització del Solà del Boix, i comparteix un tram amb el Camí del Mas Torroella; segueix el primer trencall cap a la dreta al nord del pont esmentat, des d'on segueix els carrers més baixos de la urbanització, de forma paral·lela a la riera de Sant Quirze, fins arriba al seu extrem de llevant. Aleshores va a buscar el traçat paral·lel per ponent al Tenes, però guanyant alçada. Passa a llevant del Bosc de Can Closa, per damunt i a ponent de l'Embassament de Sant Quirze Safaja. Des d'aquell lloc s'adreça cap al nord, sempre paral·lel al Tenes, fins que arriba a Puigdomènec en 1,5 quilòmetres.